# Lithi nhôm hydride
Lithi nhôm hydride, thường được viết tắt thành LAH, là một hợp chất vô cơ với công thức hóa học LiAlH4. Nó đã được Finholt, Bond và Schlesinger khám phá ra năm 1947. Hợp chất này được sử dụng làm chất khử trong tổng hợp hữu cơ, đặc biệt là để khử ester, acid carboxylic, và amide. Chất rắn này phản ứng mãnh liệt đối với nước, giải phóng khí hydro (H2). Một số dẫn xuất liên quan của chất này đã được sử dụng như chất lưu giữ hydro.

## Tính chất, cấu trúc, điều chế

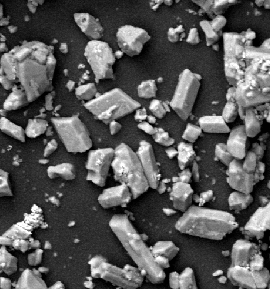
Ảnh SEM của bột LAH

LAH là một chất rắn không màu, nhưng các mẫu bán thương mại thường có màu xám do nhiễm bẩn. Chất này có thể được tinh chế bằng cách kết tinh lại từ diethyl ether. Quy trình lọc quy mô lớn sử dụng một máy hút nước Soxhlet. Thông thường, vật liệu màu xám không tinh khiết được sử dụng trong tổng hợp, vì tạp chất là vô hại và có thể dễ dàng tách ra khỏi các sản phẩm hữu cơ. Vật liệu bột tinh khiết có thể nổ, nhưng không phải là tinh thể lớn của nó. Một số LAH bán thương mại có chứa dầu khoáng để ngăn chặn các phản ứng với độ ẩm khí quyển, nhưng thông thường nó được đóng gói trong túi nhựa chống ẩm.
LAH phản ứng dữ dội với nước, kể cả hơi nước trong khí quyển. Nó phản ứng theo phương trình sau:
LiAlH4 + 4H2O → LiOH + Al(OH)3 + 4H2↑
Phản ứng này cung cấp một phương pháp hữu ích để tạo ra hydro trong phòng thí nghiệm. Mẫu vật bị tiếp xúc lâu với không khí thường xuất hiện màu trắng vì chúng đã hấp thụ đủ độ ẩm để tạo ra một hỗn hợp của các hợp chất có màu trắng lithi hydroxide và nhôm hydroxide.

## Ứng dụng

### Ứng dụng trong hóa hữu cơ
Lithi nhôm hydride được sử dụng rộng rãi trong hóa học hữu cơ như một chất khử. Nó mạnh hơn chất khử liên quan natri borohydride do liên kết Al–H yếu hơn so với liên kết B–H. Thông thường nó được dùng như là một dung dịch trong đietyl ete và tiếp theo là một chất xúc tác acid, nó sẽ chuyển đổi các ester, acid carboxylic, acyl chloride, aldehyde, và keton thành các alcohol tương ứng. Tương tự nó khử các hợp chất amid, nitro, nitrile, imine, oxime, và azide thành các amin tương ứng. Nó khử cation amoni bậc bốn thành các amin bậc ba tương ứng. Khả năng phản ứng có thể được điều chỉnh bằng cách thay các nhóm hydride bằng các nhóm alkoxy. Mặc dù có vấn đề xử lý liên quan đến phản ứng của nó, chất này được sử dụng ngay cả ở quy mô công nghiệp nhỏ, mặc dù trong các phản ứng khử quy mô lớn các chất phản ứng liên quan natri bis (2-methoxyethoxy) nhôm hydride được sử dụng phổ biến hơn.
LAH thường được sử dụng để khử các ester và acid carboxylic thành rượu tương ứng; trước sự phát hiện LiAlH4 đây là một sự chuyển đổi khó khăn với natri kim loại nhúng vào etanol đang sôi (phản ứng khử Bouveault-Blanc). Aldehyd và keton cũng có thể khử với LAH, nhưng điều này thường được thực hiện bằng cách sử dụng chất khử nhẹ hơn như NaBH4; Các keton chưa bão hòa α, β sẽ bị khử tới rượu tương ứng. Khi epoxit bị khử với LAH, chất khử sẽ tấn công vào cuối epoxide ít bị xáo trộn, thường là sản xuất ra rượu cồn thứ cấp hoặc bậc ba. Epoxycyclohexan bị khử xuống để tạo ra acid axial một cách ưu tiên.
Việc giảm một phần acid chloride để cung cấp cho sản phẩm aldehyd tương ứng không thể tiến hành thông qua LAH, vì loại thứ hai sẽ khử cho đến sản phẩm rượu chính. Thay vào đó phải dùng dung dịch lithium aluminum tri (t-butoxy hydride) nhẹ hơn, nhanh hơn đáng kể so với dung dịch acid chlorua so với aldehyd. Ví dụ, khi acid isovaleric được xử lý bằng thionyl chlorua để tạo ra isovaleroyl chlorua, nó có thể được khử với lithium nhôm tri (t-butoxy) hydride để cung cấp cho isovaleraldehyd 65%.
Lithi nhôm hydride cũng khử các alkyl halide thành alkan. Alkyl iodide phản ứng nhanh nhất, sau đó là alkyl bromide và sau đó là alkyl chloride. Halide chính có phản ứng mạnh nhất theo sau các halide thứ cấp. Halide bậc cao chỉ phản ứng trong một số trường hợp nhất định.
Lithi nhôm hydride không khử alken đơn giản hoặc aren. Alkyn chỉ được khử nếu có nhóm rượu ở gần.